# Élections législatives namibiennes de 2009
Les élections législatives namibiennes de 2009 ont lieu le 27 et 28 novembre 2009 afin de renouveler les 78 membres de l'Assemblée nationale de la Namibie. Une élection présidentielle a lieu simultanément.
Avec plus de 75 % des voix et 54 sièges, la SWAPO, au pouvoir sans discontinuer depuis l'indépendance du pays en 1990, conserve sa large majorité absolue.

## Système électoral
L'Assemblée nationale est la chambre basse du parlement bicaméral de la Namibie. Elle est composée de 78 sièges renouvelés tous les cinq ans, dont 72 au scrutin proportionnel plurinominal de liste dans plusieurs circonscriptions plurinominales. Le scrutin a lieu via des listes fermées et le résultat en voix est réparti en sièges sans seuil électoral, sur la base du quotient simple et selon la méthode du plus fort reste. Les six sièges restants sont quant à eux nommés par le président de la République.

## Résultats
|                          |                                                           |                |                |                |        |               |
| Parti                    | Parti                                                     | Voix           | %              | +/-            | Sièges | +/-           |
|                          | Organisation du peuple du Sud-Ouest africain (SWAPO)      | 602 580        | 75,27          | 0,56           | 54     | 1             |
|                          | Rassemblement pour la démocratie et le progrès (RDP)      | 90 556         | 11,31          | Nv             | 8      | 8             |
|                          | Alliance démocratique de la Turnhalle (DTA)               | 25 393         | 3,17           | 1,97           | 2      | 2             |
|                          | Organisation démocratique de l'unité nationale (NUDO)     | 24 422         | 3,05           | 1,20           | 2      | 2             |
|                          | Front démocratique uni (UDF)                              | 19 489         | 2,43           | 1,28           | 2      | 1             |
|                          | Parti de tous les peuples (APP)                           | 10 795         | 1,35           | Nv             | 1      | 1             |
|                          | Parti républicain (RP)                                    | 6 541          | 0,82           | 1,16           | 1      | en stagnation |
|                          | Congrès des démocrates (CoD)                              | 5 375          | 0,67           | 6,6            | 1      | 4             |
|                          | Union nationale du Sud-Ouest africain (SWANU)             | 4 989          | 0,62           | 0,18           | 1      | 1             |
|                          | Groupe d'action de contrôle (MAG)                         | 4 718          | 0,59           | 0,26           | 0      | 1             |
|                          | Parti démocratique de Namibie (DPN)                       | 1 942          | 0,24           | Nv             | 0      | en stagnation |
|                          | Mouvement namibien démocratique pour le changement (NDMC) | 1 770          | 0,22           | 0,32           | 0      | en stagnation |
|                          | Parti national démocrate (NDP)                            | 1 187          | 0,15           | Nv             | 0      | en stagnation |
|                          | Parti communiste de Namibie (CPN)                         | 810            | 0,10           | Nv             | 0      | en stagnation |
|                          | Membres nommés                                            | Membres nommés | Membres nommés | Membres nommés | 6      | en stagnation |
|                          |                                                           |                |                |                |        |               |
| Votes valides            | Votes valides                                             | 800 567        | 98,70          |                |        |               |
| Votes blancs et nuls     | Votes blancs et nuls                                      | 10 576         | 1,30           |                |        |               |
| Total                    | Total                                                     | 811 143        | 100            | –              | 78     | en stagnation |
| Abstentions              | Abstentions                                               | 370 659        | 31,36          |                |        |               |
| Inscrits / participation | Inscrits / participation                                  | 1 181 802      | 68,64          |                |        |               |

## Analyse et conséquences
La Commission électorale namibienne, en collaboration avec la Fondation Konrad-Adenauer, publie un manuel destiné aux observateurs électoraux. Par ailleurs, des équipes d'observateurs nationaux et internationaux sont invitées à suivre les élections.
Dans le cadre de la campagne électorale, des affrontements violents éclatent partiellement entre les partisans du parti au pouvoir de la SWAPO et ceux des partis d'opposition RDP et du CoD,. Le gouvernement namibien condamne ces actes de violence et appelle à un scrutin pacifique.
En raison de diverses irrégularités, la Commission électorale fait également l'objet de critiques notamment de la part du parti d'opposition du RDP et de la Société nationale pour les droits de l'homme (en) (NSHR). Des divergences apparaissent en particulier concernant des chiffres contradictoires sur le nombre des électeurs enregistrés, certains ayant été inscrits en double ou étant déjà décédés. En réponse aux critiques répétées de la NSHR concernant la préparation des élections, la Commission électorale retire à l'organisation son statut d’observateur électoral. La NSHR intente un procès à la Commission électorale devant la Cour suprême en estimant que cette décision est « illégale et invalide ». La Cour statue en faveur de l'organisation de défense des droits de l'homme, lui reconnaissant le droit de participer à l'observation des élections et annulant la décision de la Commission électorale. La juridiction motive sa décision en estimant que la mesure prise est illégale. Cependant, la Commission électorale refuse de se conformer à cette décision et exclu une seconde fois la NSHR du processus électoral,.
Des observateurs électoraux indépendants de la SADC qualifient les élections de « transparentes, crédibles, pacifiques, libres et équitables ». Des avis positifs sont également exprimés par les observateurs du Parlement panafricain (PA) ainsi que par la mission d’observation de l'Union africaine (UA). Cependant, tant les observateurs du PA que ceux de l'UA critiquent la durée trop longue du dépouillement des votes,.